# Sessualità taoista

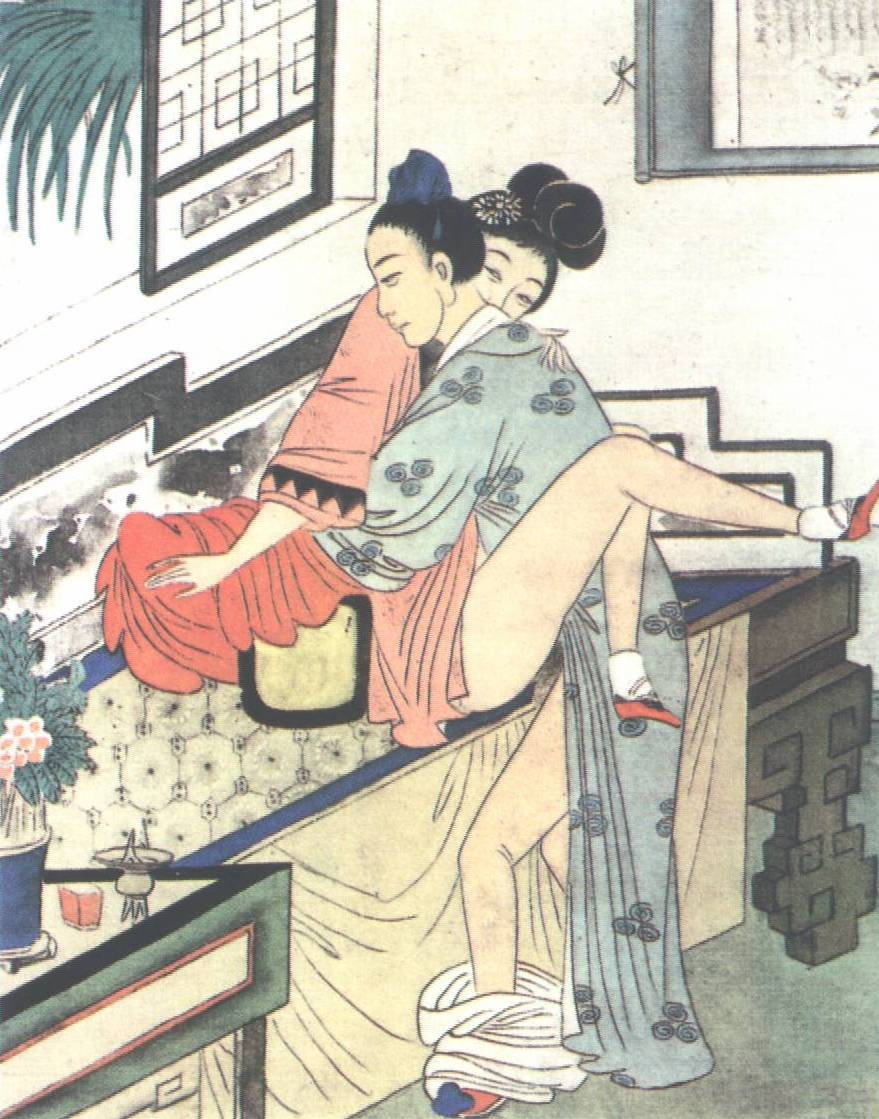
Stampa cinese raffigurante "L'unione delle essenze"

Con sessualità taoista si intende un insieme di pratiche e credenze, nate nell'ambito religioso del Taoismo, legate alla sfera sessuale, denominate "Arti della stanza da letto" (Cinese semplificato: 房中术, Cinese tradizionale: 房中術, pinyin: fángzhōngshù), che si credeva portassero grandi benefici, e aiutassero a raggiungere l'immortalità. Il terzo precetto dell'etica del taoismo è non condurre una vita sessuale irresponsabile, ossia non andando contro la natura e gli altri precetti, sebbene l'interpretazione sia stata sempre variabile, oscillando tra una condotta molto aperta a una più tradizionale.

## Storia
Durante la Dinastia Han, alcune sette Taoiste consideravano il rapporto sessuale una pratica spirituale, chiamata héqì (和氣) ("Unione dei respiri" o "Unione delle energie"). Alcuni documenti ritrovati nelle tombe del Mawangdui, i più antichi testi di argomento sessuale di cui si abbia notizia, presentano notevoli somiglianze con quelli più tardi della Dinastia Tang, come, ad esempio, l'Ishinpō. Lo studio delle arti sessuali raggiunse il proprio apice tra la fine della Dinastia Han e la fine della Dinastia Tang, per essere poi, dopo l'anno 1000, progressivamente accantonato a causa della moralizzazione portata dal Confucianesimo, fino all'avvento della Dinastia Qing, quando l'argomento era ormai un vero e proprio tabù. Le arti sessuali divennero oggetto di una forte censura letteraria, al punto che molti studiosi ignoravano che nella Cina antica fosse esistito un concetto di sessualità tanto diverso.

## Pratiche antiche e medievali

### QìeJīng
Alla base delle arti sessuali si trova la correlazione tra due elementi: il qì (氣), l'energia interna contenuta in ogni essere vivente, ed il jīng (精), l'essenza vitale indispensabile al funzionamento del corpo. Il jīng può diminuire in diversi modi, principalmente attraverso la perdita dei fluidi corporei, soprattutto lo sperma. Perciò, ad una diminuzione di frequenza delle eiaculazioni corrisponderebbe una maggiore conservazione dell'energia vitale, mentre una perdita eccessiva di liquidi porterebbe ad invecchiamento precoce, malattia ed affaticamento. Perciò, mentre taluni utilizzano una formula specifica per determinare il numero massimo di eiaculazioni che permetta di mantenersi in buona salute, altri sostengono che l'eiaculazione debba essere del tutto evitata. Attraverso i secoli, alcuni praticanti hanno cominciato a considerare meno importanti le limitazioni all'eiaculazione, nonostante la "conservazione del seme" rimanga uno dei punti chiave della sessualità Taoista.

### Controllo maschile dell'eiaculazione
Nel Taoismo sono previsti due metodi per evitare l'eiaculazione. Il primo consiste essenzialmente nel cosiddetto coito interrotto, ovvero l'estrazione del pene dalla vagina immediatamente prima del raggiungimento dell'orgasmo. Il secondo consiste nell'applicare pressione sul perineo, bloccando il flusso spermatico. Questo metodo, se erroneamente applicato, può causare un'eiaculazione retrograda, ma i Taoisti credevano che in questo modo il jīng venisse trasportato fino alla testa, "nutrendo il cervello". Alcuni studiosi Taoisti definiscono questo metodo "Il punto da un milione di dollari" ("Million Dollar Point"), considerato da alcuni semplicemente come una lezione scadente a fini di lucro e da altri come un metodo di riserva, credendo che in qualche modo diminuisse la perdita di jīng di una normale eiaculazione. I potenziali rischi di questo metodo hanno portato alcuni studiosi moderni a condannarne l'utilizzo. Un ulteriore metodo consiste nell'allenarsi nel separare i due impulsi di eiaculazione e contrazione orgasmica (la contrazione dei muscoli pelvici). In questo modo, al momento dell'orgasmo, la penetrazione cessa senza però estrarre il pene, mentre una forte contrazione del pavimento pelvico blocca le prime contrazioni prostatiche. Nel frattempo, in modo simile alla meditazione, il flusso del jīng (non lo sperma vero e proprio) viene deviato e convogliato al centro del cervello. In tal modo, l'uomo può avere un orgasmo senza eiaculare e mantenendo l'erezione. Questo metodo prevede che l'uomo salga una "scala" di orgasmi crescenti in contemporanea con la meditazione, così da generare ed accumulare grandi quantità di jīng.
Coloro che praticano questo metodo lo considerano una delle chiavi per l'immortalità.

### Jing
"L'unione delle essenze" prevede un altro importante concetto: l'unione di un uomo ed una donna porta alla creazione di jīng (精), un tipo di energia sessuale.
Durante l'atto d'amore si genera jing, parte del quale l'uomo può trasformare in qi, recuperando così la propria forza vitale. Con una maggior quantità di rapporti sessuali si genera una maggior quantità di jing, cui corrisponderebbero molti benefici per la salute

### Yin/Yang
Il concetto di Yin (陰) Yang (陽), molto importante nel Taoismo, ha una grande rilevanza anche in campo sessuale. Con lo Yang ci si riferisce solitamente al sesso maschile, mentre lo Yin può indicare quello femminile. Originariamente l'uomo e la donna erano l'equivalente, rispettivamente, del cielo e della terra, ma furono divisi. Perciò, mentre il cielo e la terra sono eterni, l'uomo e la donna sono suscettibili di morte. Poiché ogni interazione tra Yin e Yang ha un peso, ogni posizione ed azione dell'atto d'amore era ritenuta importante. Alcuni testi Taoisti descrivono un gran numero di posizioni sessuali speciali, utili a curare o prevenire malattie.

### Importanza della donna
Secondo i Taoisti, il sesso non mirava unicamente alla soddisfazione dell'uomo. Per poter beneficiare degli effetti dell'atto sessuale, infatti, è necessario che anche la donna venisse stimolata e soddisfatta, in modo da generare una maggior quantità di jing, e al contempo renderne più facile l'assorbimento per l'uomo. Una delle ragioni per cui le donne avevano molta forza nell'atto sessuale sta nel fatto che esse ne uscivano senza alcun impoverimento spirituale. La donna aveva il potere di generare la vita, e non doveva preoccuparsi dell'eiaculazione o del periodo refrattario.
Per questo la donna era considerata di base colei che aveva l'energia sessuale più durevole (yin). Anche se la maggior parte dei testi trattano del sesso da un punto di vista più maschile, essendo il maschio colui che è soggetto a perdita di energia sessuale tramite l'eiaculazione, limitando la sua capacità di prolungare il rapporto rispetto alla donna. Di conseguenza nei testi taoisti era importante concentrarsi sull'attività sessuale del maschio, per fare si che esso possa trarre i suoi benefici, in termine di quantità e intensità di energia sessuale, e di conseguenza permettere anche alla femmina di trarre i suoi, essendo essa ricevitrice dell'energia sessuale maschile (yang). Un uomo con una maggiore stamina energetica sessuale equivaleva ad una donna più stimolata e più soddisfatta nel rapporto. Viceversa un uomo con una bassa stamina sessuale non poteva stimolare e soddisfare a pieno il potenziale sessuale della donna.
Gli uomini venivano anche incoraggiati a non limitarsi ad una sola donna, e si consigliava loro di copulare solamente con donne che fossero attraenti.  Infatti per le pseudo correnti taoiste, costituite da sette fanatiche e religiose, e in ambito imperiale, la donna era considerata per lo più un oggetto, ed ella era vista solo come la tramite per alzare i livelli di Jing.   In diversi punti dell'Ishinpō viene riferito addirittura che la donna era colei che poteva fare espellere il seme all' uomo,  e quindi di essenza vitale, di conseguenza essa veniva vista per l'uomo anche come un nemico oltre che un oggetto.  In successivi testi di epoca Ming, la donna viene definita anche come "crogiolo", o "scrigno" da cui attingere vitalità.  Una pratica, nota come Caibao (采阴补阳|採補), prevedeva che un uomo avesse rapporti con molte donne senza eiaculazione.

### Quando e dove
In un altro testo, Benefici salutari della camera da letto, vengono indicati i momenti considerati migliori per il sesso. Ad esempio, bisognava evitare gli atti sessuali quando la luna era piena o a un quarto, oppure nei giorni in cui vento, pioggia, nebbia, freddo o caldo, tuoni, fulmini od oscurità fossero particolarmente intensi, o vi fossero state eclissi solari o lunari, arcobaleni e terremoti. In uno di questi momenti, un rapporto avrebbe danneggiato lo spirito dell'uomo e causato malattia alla donna, mentre i figli concepiti sarebbero stati negativamente affetti fisicamente (mutismo, sordità, cecità) e mentalmente (pazzia, violenza, perversione).
Se si desiderava avere figli, era importante scegliere il giorno adatto al concepimento. Il primo, il terzo ed il quinto giorno dopo il ciclo mestruale erano considerati i migliori. In quei giorni, se la fecondazione avveniva dopo la mezzanotte, c'erano maggiori possibilità di concepire un maschio. Per avere una femmina, si raccomandavano il secondo, il quarto ed il sesto giorno dalla fine del ciclo.
Anche il luogo aveva la sua importanza. Bisognava evitare i riflessi della luce solare, lunare e delle stelle, e stare lontani da templi, pozzi, stufe, latrine, tombe e bare.
La famiglia che avesse seguito questi accorgimenti sarebbe stata premiata da una discendenza benevola, saggia e virtuosa. Altrimenti, essa sarebbe stata malvagia e la famiglia condannata ad estinguersi col tempo.

### Longevità ed immortalità
Anche nel Taoismo, come in molte altre correnti filosofiche e religiose nel mondo, si sono formate sette fanatiche che portavano il nome della filosofia taoista, volta di base all raggiungimento del benessere spirituale, all'estremismo religioso, mistificando e male interpretando i concetti basilari taoisti fondati dai rispettivi filosofi, creando dottrine e forzature in ambito sessuale e relazionale, con l'ottenimento di situazioni di abuso di potere e di forza dell'uomo, creando una figura della donna oggetto senza volontà propria!
Alcune sette religiose Taoiste alchemiche della Dinastia Ming (1368-1644), di tipo neidan, credevano che avere rapporti sessuali con delle vergini (specialmente se giovani) fosse un modo per ottenere longevità ed avvicinarsi all'immortalità. Alcuni libri Taoisti sul sesso, come il Xuan wei Xin ("Immagini mentali dei misteri e delle sottigliezze della tecnica sessuale") and San Feng Tan Cheueh ("Istruzioni di Zhang Sanfeng sull'alchimia fisiologica"), scritti, rispettivamente, da Zhao Liangpi e Zhang Sanfeng (da non confondersi col semi-leggendario Zhang Sanfeng), chiamano il partner sessuale femminile ding (鼎) e consigliano pratiche oggi considerate controverse e non accettabili nelle maggioranza delle società moderne quali rapporti sessuali con vergini pre-menarca (ovvero, che non hanno ancora avuto la prima mestruazione). Zhao Liangpi conclude che il ding ideale è una vergine pre-menarca appena sui 13 e 14 anni e che bisognerebbe evitare donne al di sopra dei 18 anni. Zhang Sanfeng va oltre e classifica i ding in tre categorie: la più bassa, costituita dalle donne tra i 20 e i 30 anni di età; la media, costituita dalle vergini post-menarca tra i 16 e i 20 anni di età; la più alta, costituita dalle vergini pre-menarca di 13 e 14 anni. in altre correnti religiose, le tecniche sessuali erano invece proibite fuori dal matrimonio e a preti e monaci; in Cina era presente come in altre culture, fino a tempi recenti, il fenomeno legale delle spose bambine. Queste pratiche e sette sono estinte da secoli in ambito taoista, in quanto, sulla spinta delle critiche di immoralità rivolte dai buddhisti e dai confuciani, le attività sessuali con le adolescenti non ancora sviluppate furono rigettate dalle correnti ortodosse del taoismo, e in generale non veniva approvato che l'energia sessuale femminile dovesse essere assorbita a beneficio maschile esclusivo.
Secondo Ge Hong, un alchimista Taoista del IV secolo, "coloro che cercano l'immortalità devono perfezionare ciò che è assolutamente necessario. Ciò consiste nel fare tesoro del jing, far circolare il qi ed assumere la grande medicina." Il primo di questi precetti è proprio delle arti sessuali. Ciò è in parte dovuto al fatto che esso consisteva nel trasferire il jing nel cervello, per cui era necessario impedire l'eiaculazione. Tuttavia, Ge Hong affermò che è sciocco credere che le arti sessuali, da sole, possano conferire l'immortalità, e che solo affiancandovi l'alchimia si sarebbe potuto arrivarvi. Sostenne anche che alcune antiche credenze sulle arti sessuali non erano altro che il frutto di fraintendimenti ed esagerazioni, e che esse potevano rivelarsi pericolose, se praticate in maniera forzata e non corretta.

## Omosessualità
Il taoismo non condanna esplicitamemte l'omosessualità, in certi periodi solo se non è pratica esclusiva (quindi assenza di Yin o Yang).